# Diocese de Gómez Palacio
A Diocese de Gómez Palacio (em latim: Dioecesis Gomez-Palaciensis) é uma diocese da Igreja Católica localizada no município de Gómez Palacio, no estado de Durango, no México. Foi fundada em 25 de novembro de 2008 pelo Papa Bento XVI. Com uma população católica de 535.000 habitantes, sendo 81,6% da população total, possui 39 paróquias com dados de 2021.

## História
Em 25 de novembro de 2008 o Papa Bento XVI cria a Diocese de Gomez Palacio através do território da Arquidiocese de Durango.

## Lista de bispos
A seguir uma lista de bispos desde a criação da diocese em 2008.
|                         | Nome                          | Período                 | Notas                          |
| Bispos de Gomez Palacio | Bispos de Gomez Palacio       | Bispos de Gomez Palacio | Bispos de Gomez Palacio        |
| ----------------------- | ----------------------------- | ----------------------- | ------------------------------ |
| 3º                      | Jorge Estrada Solórzano       | 2019 - atual            |                                |
| 2º                      | José Fortunato Álvarez Valdéz | 2015 - 2018             | Faleceu no cargo               |
| 1º                      | José Guadalupe Torres Campos  | 2008 - 2015             | Nomeado bispo de Ciudad Juárez |